# Ambrosius Rhode
Ambrosius Rhode (auch: Rhodius, Rhodii, Rodius etc.; * 18. August 1577 in Kemberg; † 24. August 1633 in Wittenberg) war ein deutscher Mathematiker, Astronom und Mediziner.

## Leben
Ambrosius Rhode war der Sohn des Kemberger Bürgermeisters Ambrosius Rhode und seiner Frau Maria, Tochter des Kemberger Propstes Matthias Wanckel. Er besuchte zunächst die Schule seiner Heimatstadt. Ursprünglich war er für einen handwerklichen Beruf vorgesehen, da man seinem Vater einredete, dass es schwer würde, seine beiden Söhne studieren zu lassen. Doch sein Vater erkannte schließlich die besonderen Fähigkeiten, so dass er am 28. März 1590 ihn gemeinsam mit seinem Bruder Jakob in die Matrikel der Universität Wittenberg eintrug. Daraufhin schickte er 1591 seine Söhne auf das kurfürstliche Gymnasium St. Augustin nach Grimma, die bereits ihr Onkel Johannes Wanckel besucht hatte. Dort blieben sie vier Jahre und begannen im Anschluss am 9. Oktober 1595 das Studium an der Universität Wittenberg.
Ambrosius erhielt ein kurfürstliches Stipendium und erlangte 1600 gemeinsam mit seinem Bruder den akademischen Grad eines Magisters. Am 24. Oktober 1600 schrieb Tycho Brahe an den damaligen Wittenberger Mathematikprofessor Melchior Jöstel und bat ihn, ihm einen Studenten der Mathematik zu schicken, der ihm in der Beobachtung und Anmerkung des Himmelsverlaufes an die Hand gehen könne. So kam Ambrosius Rhode zu Brahe nach Prag und hielt sich bei diesem längere Zeit auf. Bei Brahe war er fast täglich mit Johannes Kepler zusammen, von dem er ebenfalls durch lange Gespräche einen tiefen Einblick in die Wissenschaften erlangte.
Im Anschluss unternahm er eine Bildungsreise, die ihn nach Böhmen, Mähren, Österreich und die Steiermark führte. 1601 kehrte er wieder nach Wittenberg zurück, wurde 1603 in die philosophische Fakultät aufgenommen und begann als Privatdozent Vorlesungen zu halten. Bereits im März 1607 hatte man Rhode für eine mögliche mathematische Professur in Betracht gezogen. Doch sollte diese zunächst Matthias Anomäus übernehmen. Um Rhode für die Stelle zu halten, bewilligte man ihm eine mit 100 Gulden dotierte außerordentliche Professur der Mathematik.
Nachdem er 1608 auch Dekan an der philosophischen Fakultät geworden war, nahm man ihn am 20. September 1608 als Adjunkt an die philosophische Fakultät auf, wobei er innerhalb eines halben Jahres 26 Promotionen von Kandidaten der freien Künste durchführte. Nachdem Anomäus wieder in seine österreichische Heimat zurückgekehrt war, übernahm nun Rhode am 18. Dezember 1609 die ordentliche Professur der niederen Mathematik. Rhode, der ein theologisches Studium angefangen hatte, konzentrierte sich seit seiner Wittenberger Rückkehr vor allem auf Mathematik und Astronomie.
Dennoch war er mit den Disziplinen Physik, Mechanik, Medizin und Chemie bestens vertraut. Daher verwundert es auch nicht, dass er am 10. August 1610 unter dem Dekanat von Daniel Sennert, unter Förderung von Ernst Hettenbach, in einer feierlich gehaltenen Disputation zum Doktor der Medizin promovierte. Nach dem Tod seines einstigen Förderers Jöstel wurde 1611 die Stelle der Professur der höheren Mathematik abermals vakant. Ursprünglich plante man, Kepler für die Stelle zu gewinnen, doch man verwarf die ursprüngliche Planung, da diesem das kurfürstliche Dresdner Oberkonsistorium nicht zustimmte. Daher setzte man Rhode auf die Stelle der höheren Mathematik und versuchte, Kepler für eine gleichwertige Position zu gewinnen. Dazu kam es aber nicht mehr, so dass Tobias Tilemann die Professur der niederen Mathematik übernahm.
Rhode, der während seiner Zeit mit Brahe und Kepler von seinem theologischen Streben zum naturwissenschaftlichen Mathematiker geworden war, entpuppte sich als didaktischer Neuerer seines Fachs. Mit aller Kraft setzte er sich für die mathematischen Themen an der Wittenberger Akademie ein, für die er auch neue Wege ging. Mit seinem Lehrprogramm zog er eine hohe Zuhörerschar an, da er neben den allgemeinbildenden Vorlesungen zur Mathematik auch spezifische Sachverhalte zur Astronomie, Mechanik, Statik, Projektslehre und Architekturlehre vermitteln konnte.
Rhode teilte die Mathematik in 14 Wissenschaftszweige, wobei er sich der Zeit entsprechend auf den alttestamentlichen Schöpfungsbericht stützte. Dabei bezog er auf die göttliche Schöpfung die Arithmetik (als Zahl), Geometrie (als Maß) und Statik (als Masse), die im Gleichgewicht zu Astronomie, Gnomonik, Chronologie, Geographie und Nautik (Himmel und Erde) standen. So war für ihn der Mensch der Betrachter der Werke Gottes (Optik), der es den Menschen gestattete, in Häusern und Städten zu leben (Architektur), sich äußerer Angriffe zu erwehren (Fortifikation, Geschützkunst, Castrametation) und sein Loblied zu singen (Musik). So war sein Ansatz von einer zunehmenden technisch-wissenschaftlichen Anwendung der Mathematik geprägt, was in Bezug auf die Kriegswissenschaften ohne Frage eine Folge der Zeit des Dreißigjährigen Krieges, in der er lebte, war. Nachdem er 1608, 1610, 1614, 1617, 1623 und 1629 Dekan der philosophischen Fakultät gewesen war, übernahm er 1616 das Subrektorat und 1630 das Rektorat der Wittenberger Hochschule.

## Familie
Rhode war ein Urenkel der Gertraude Pannier und des Bartholomäus Bernhardi. Dessen erste Tochter Katharina Bernhardi war das erste Kind, das aus einer evangelischen Priesterehe hervorgegangen war, und hatte am 14. Juni 1540 Matthias Wanckel geheiratet. Aus dieser Ehe stammte seine Mutter Maria Wanckel. Er selbst hat sich am 4. Februar 1612 mit Catarina Zanger, einer Tochter des Johann Zanger der Jüngere und seiner Frau Catharina, die Tochter des Bürgermeisters von Thorn, Matthias Greitz, verheiratet. Aus dieser Ehe ist ein Sohn hervorgegangen, der am ersten Tag seines Rektorats 1616 geboren wurde, aber bald wieder verstarb. Er selbst wollte am 24. August 1633 nach dem Mittagessen mit seiner Frau zum Gottesdienst gehen, sank plötzlich nieder und verstarb um 6 Uhr abends im Alter von 56 Jahren. Am 27. August wurde er neben seinem Sohn beigesetzt.
Ein weiterer Ambrosius Rhodius (Astrologe) (10. November 1605 – 27. Dezember 1696), auch aus Kemberg, war als Sohn des Pfarrers Jacob Rhode ein Neffe von Rhode, der ihn in Wittenberg unterrichtete. Auch bedingt durch Krieg und Pest ging er über Königsberg nach Skandinavien, war dort als Sterndeuter und Mediziner aktiv, und publizierte u. a. 1643 Disputationes supra ideam medicinæ philosophicæ P. Severini.

## Werkauswahl
Literarisch ist sein Hauptwerk eine vollständig kommentierte Ausgabe des Euklid, die als abschließende Ausgabe erst nach seinem Tod 1634 erschien, und ein Lehrbuch zur Optik. Daneben verfasste er auch Werke zur Dämmerungsforschung und initiierte die erste städtische Wasserleitung, die in weiterer Ausbaustufe heute noch in Wittenberg als noch einzig funktionierendes Rohrwasserleitungssystem aus dem Mittelalter nördlich der Alpen erhalten ist, als technisches Baudenkmal.
- Disputatio de certitudine mathematica demonstrativa. (Resp. Balthasar Meisner) Lehmann, Wittenberg 1603. (Digitalisat)
- Optica Ambrosii Rhodii, Kembergensis, Philosophiæ ac Medicinæ Doctoris, & Mathematum Professoris in Academia Leucorea. Cuit additus est tractatus de crepusculis. Seuberlich, Wittenberg 1611. (Digitalisat)
- Ambrosii Rhodii mathematici ac medici Cometa per bootem. Wittenberg, Paul Helwig, 1619. (Digitalisat)
- Euclidis elementorum libri XIII: succinctis & perspicuis demonstrationibus comprehensi Fincel, Wittenberg 1661. (Digitalisat)
- Mathesis Militaris, Oder Kriegs Mathematic, Vor etliche seine private Auditores. Auerbach, Wittenberg, 1630. (Digitalisat Band 1)
- Continuatio Mathesis Militaris, Der Kriegs Mathematic, Vor etliche seine privat Auditores Hake, Wittenberg 1631. (Digitalisat)
- Dialogus De Transmigratione Animarum Pythagorica, Quomodo eadem concepi et defendi possit. Sartorianus, Kopenhagen 1638.
- De crepusculis. Seuberlich, Wittenberg 1611. (Digitalisat)
- Disputationes Medicae Duae De Sanguinis Missione. Meisner, Wittenberg 1612. (Digitalisat)
- Dyas paradoxorum chronologicorum maxime illustrium de vera mundi conditi epocha et genuino natali Abrahami anno. Auerbach, Wittenberg 1625. (Digitalisat)
- PROGRAMMA, in funere Magnifici huius Academiae Rectoris, VIRI Reverendi, Clarissimi, et Excellentissimi, DN. LEONHARDI HÜTTERI, SS. Theol. Doctoris, Eiusdemque Professoris primarii ac Senirois: de umversa Christi Ecclesia egregie meriti… In: Henning Witte: Memoriae philosophorum, oratorum, poetarum, historicorum et philologorum nostri seculi clarissimorum renovatae decas prima (- sexta). Band 1, Königsberg [u. a.] 1674–1676, S. 516–553 – Trauerrede mit Schriftenverzeichnis in Henning Wittes biographischem Sammelwerk Memoriae philosophorum, oratorum, poetarum, historicorum et philologorum, uni-mannheim.de – Projekt CAMENA